# Isaác Brizuela
Isaác Brizuela (San José, 28 de agosto de 1990) é um futebolista estadunidense naturalizado mexicano que atua como meio-campista. Atualmente, joga pelo Guadalajara.
Foi convocado à Copa do Mundo FIFA de 2014.

## Títulos
- Jogos Pan-Americanos (2011)